# Kálló (Huszti járás)
Kálló (ukránul: Крайне) falu Ukrajnában, Kárpátalján, a Huszti járásban.

## Fekvése
Huszttól északkeletre fekvő település.

## Nevének eredete
A Kálló helységnév ruszin víznévi eredetű, (1911: Kálló, Kálló patak, Каллів потік). A pataknév a ruszin-ukrán кал ’sár, mocsár’, каловий’ sáros, mocsaras’ szó származéka. A település  Kálló nevét 1967-ben Крайне-re változtatták  (ukrán крайнiй ’szélső, végső, legtávolabbi, távoli, messzi’

## Története
Kálló neve 1898-ban Kálló alakban volt említve. Későbbi névváltozatai: 1907-ben, 1913-ban és 1918-ban Kálló, 1944-ben Kállovó, Каллово (hnt.), 1967-ben Крайне, 1983-ban Крайне, Крайнеe.
A falu Lipcse település külterületi lakott helye volt, 2020-ig közigazgatásilag is hozzá tartozott.